# آگاراوانک
آگاراوانک (ارمنی: Ագռավավանք؛ انگلیسی: Agravavank) یک صومعه متعلق به کلیسای حواری ارمنی واقع در شهر یغوارد، استان کوتایک ارمنستان می‌باشد. ساخت و ساز این ساختمان در سده ۷ام میلادی؛ به پایان رسید. این بنا به سبک معماری ارمنی طراحی شده است.